# كاستانا (بافيا)
كاستانا (بالإيطالية: Castana, Lombardy)‏ هي بلدة تقع في مقاطعة بافيا بإقليم لومبارديا في شمال إيطاليا. تبلغ مساحة هذه المدينة 5.2 (كم²)، وترتفع عن سطح البحر م، بلغ عدد سكانها 739 نسمة في عام 2004 حسب إحصاء المعهد الوطني للإحصاء.

## السكان
في سنة 1861 بلغ عدد السكان 1٬629 نسمة، وتطور العدد ليصل في سنة 2011 لـ 744 نسمة.
يظهر هذا المخطط البياني تطور النمو السكاني لـ كاستانا (بافيا)